# جواز سفر بوليفي
جواز السفر البوليفي هو وثيقة السفر الرسمية التي تصدر لمواطني دولة بوليفيا من قبل الحكومة البوليفية. خضع جواز السفر الحالي لعدة تعديلات وفقًا للوائح الدولية بالإضافة إلى تعديلات أخرى تتعلق بالتسمية والالتزام بالمنظمات الدولية، مثل مجتمع دول الأنديز. في بيان صحفي رسمي ذكر المكتب العام للهجرة تفاصيل 18 من تدابير السلامة بما في ذلك التكاليف والتفاصيل الأخرى لجواز السفر الجديد الذي يتوافق الآن مع اللوائح الدولية للقراءات الميكانيكية والإلكترونية.

## معرض صور

## روابط خارجية
- صور من جواز السفر البوليفي 1984